# Phymateus iris
Phymateus iris är en insektsart som beskrevs av Bolívar, I. 1882. Phymateus iris ingår i släktet Phymateus och familjen Pyrgomorphidae. Inga underarter finns listade i Catalogue of Life.